# Praekatja
Praekatja is een geslacht van vlinders van de familie snuitmotten (Pyralidae), uit de onderfamilie Pyralinae.

## Soorten
- P. aridalis Rothschild, 1913
- P. pagmanalis Amsel, 1961